# ألويس نونغ
الويس نونغ (بالفرنسية: Aloys Nong) (16 أكتوبر 1983 بدوالا في الكاميرون - ) هو لاعب كرة قدم كاميروني في مركز الهجوم. شارك مع منتخب الكاميرون لكرة القدم. أما مع النوادي، فقد لعب مع ريكرياتيفو وستاندارد لييج وكيه في ميخيلين ونادي بروكسل ونادي تراكتور سازي ونادي فولاد خوزستان ونادي كورتريك ونادي ليفانتي ونادي لييج ونادي مونز ونادي نفط طهران ونادي سي إس فيزيه.

## وصلات خارجية
- ألويس نونغ على موقع الاتحاد الأوربي (الإنجليزية)
- ألويس نونغ على موقع قاعدة بيانات كرة القدم.إي يو (الإنجليزية)
- ألويس نونغ على موقع ناشيونال فوتبول تيمز (الإنجليزية)
- ألويس نونغ على موقع Soccerway.com (الإنجليزية)